# 澳門巴士N5路線
澳門巴士N5路線是由澳巴經營，往返亞馬喇前地和蝴蝶谷大馬路的夜間路線。

## 簡介及歷史
- 2015年12月1日，本線開設，由澳巴營運，服務時間為00:00-06:00，班距15分鐘。[1]

- 2016年4月20日，因客量偏低，取消行經路氹邊檢大樓、氹仔客運碼頭、澳門國際機場及外港客運碼頭等海陸空出入境口岸，改經氹仔市區、海洋花園及亞馬喇前地，並由循環線改為雙向線。[2]

- 2016年8月20日，總站調整至「蝴蝶谷大馬路總站」，新增停靠「和諧廣場／業興大廈」、「和諧廣場／樂群樓」站。[3]

- 2016年9月24日，「亞利雅架前地」站與「寶龍花園」站合併，命名為「百利寶花園」。[4]

- 2016年12月10日，調整本線服務時間為00:00-06:00，班距為20分鐘；新增停靠「機場貨運站」站。[5]

- 2018年9月1日，改為循環線運作。服務時間調整為00:00-06:00，班距20-25分鐘。

- 2019年3月9日，為明確巴士站位置，「亞利雅架前地／泉悅」改名為「信虹花園」。

- 2019年7月27日起，多個巴士站開始改名：
  - “機場貨運站”改名為“科大／機場貨運站”；
  - “保齡球中心”改名為“東亞運／保齡球中心”；
  - “體育館／射擊路”改名為“東亞運／熱帶公園”；
  - “體育館馬路／永利皇宮”改名為“路氹東／永利皇宮”；
  - “體育館馬路／新濠天地”改名為“路氹東／新濠天地”。

- 2019年12月28日起，往返程新增停靠「柯維納馬路」站。[6]

- 2021年3月8日起，由於客量持續偏低，本線改用小巴行駛。

- 2021年11月27日起，往亞馬喇前地方向“湖畔大廈”站由E車道改停C車道。[7]

- 2022年3月26日起，“東亞運／熱帶公園”更名為“東亞運／巴黎人花園”。[8]

- 2022年7月11日至17日，本線改以特別巴士專線方式營運，僅供特許人士乘搭。[9][10]

- 2022年7月18日至22日，因宣佈延長“相對靜止管理”措施，本線維持上述措施。[11]

- 2022年10月6日起，新增停靠“蓮花路／體育館馬路”臨時站。[12][13]

- 2022年12月3日，上述臨時措施改為永久措施。[14][15][16]

- 2022年12月22日至27日，首班車臨時提早至22:00開出。[17][18]

- 2022年12月28日起，取消上述臨時措施，恢復原首班車時間。[19]

- 2023年6月10日，臨時新增停靠“溜冰路／葡京人”、“溜冰路／東亞運體育館”站；暫不停靠“東亞運／保齡球中心”、“澳門東亞運動會體育館”、“東亞運／巴黎人花園”站。[20]

- 2023年8月26日，上述措施調整為永久措施。[21]

- 2023年12月16日起，配合離島醫療綜合體啟用，取消停靠“蓮花路／蓮花圓形地-2”、“蓮花路／體育館馬路”站，新增停靠“澳門協和醫院／綜合服務大樓”站。[22]

- 2024年4月30日起，以試行形式新增停靠「射擊路／上葡京」站。[23]

- 2025年1月27日起，新增停靠「體育館大馬路／美獅美高梅」站。

## 本線特色
- 本線是現時唯一一條途經嘉樂庇總督大橋的夜間巴士路線。

## 使用車輛
開辦初期：
- 宇通ZK6118HGE

2016年4月20日-2021年3月7日：
- 五洲龍FDG6951G

2022年6月29日前：
- 五洲龍FDG6751G

2022年6月29日起：
- 五洲龍FDG6751G
- 中通LCK6759SHEVG

2022年7月1日起：
- 三菱Rosa
- 中通LCK6759SHEVG

2022年8月22日起：
- 中通LCK6759SHEVG

2022年9月29日起：
- 三菱Rosa
- 中通LCK6759SHEVG

2022年10月5日起：
- 中通LCK6759SHEVG

2024年1月15日起：
- 中通LCK6980SHEVG

## 電牌
| 往澳門方向      | 往澳門方向   | 往澳門方向 |
| 日期            | 頭牌         | 圖例       |
| --------------- | ------------ | ---------- |
| 2016年4月20日前 | 皇朝         |            |
| 2016年4月20日後 | 亞馬喇前地   |            |
| 往路環方向      |              |            |
| 日期            | 頭牌         | 圖例       |
| 2016年8月20日前 | 石排灣       |            |
| 2016年8月20日後 | 蝴蝶谷大馬路 |            |

## 路線資料

### 收費
| 收費類別     | 收費類別                      | 收費類別             | 費用 |
| ------------ | ----------------------------- | -------------------- | ---- |
| 現金         | 現金                          | 現金                 | $6.0 |
| 境外支付工具 | 支付寶（內地及香港）          | 支付寶（內地及香港） | $6.0 |
| 境外支付工具 | 雲閃付 非綁定澳門銀聯卡       |                      | $6.0 |
| 境外支付工具 | 微信支付（內地及香港）        |                      | $6.0 |
| 境外支付工具 | 交通聯合 非澳門發行的全國通卡 |                      | $6.0 |
| 境內支付工具 | 澳門通                        | 全民卡               | $3.0 |
| 境內支付工具 | 澳門通                        | 學生卡               | $1.5 |
| 境內支付工具 | 澳門通                        | 長者卡               | 免費 |
| 境內支付工具 | 澳門通                        | 殘疾卡               | 免費 |
| 境內支付工具 | 聚易用＋                      | 聚易用＋             | $3.0 |

### 服務時間及班距
| 服務時間                    | 每天        |
| --------------------------- | ----------- |
| 亞馬喇前地                  | 00:00-06:00 |
| 班距                        | 20-25分鐘   |
| 懸掛8號風球後即時開出尾班車 |             |

### 路線停站
| N5   | 亞馬喇前地 ↺ 蝴蝶谷大馬路 | 亞馬喇前地 ↺ 蝴蝶谷大馬路  | 亞馬喇前地 ↺ 蝴蝶谷大馬路 |
| 序號 | 循環線                    | 循環線                     | 循環線                    |
| 序號 | 站號                      | 站名                       | 輕軌站                    |
| 1    | M172/8                    | 亞馬喇前地                 |                           |
| 2    | T330/4                    | 蘇利安圓形地               |                           |
| 3    | T335/1                    | 海洋廣場                   |                           |
| 4    | T338                      | 海洋花園衛生中心           | 海洋站                    |
| 5    | T326/3                    | 柯維納馬路                 | 馬會站                    |
| 6    | T332/2                    | 南新花園                   | 馬會站                    |
| 7    | T369                      | 基馬拉斯／氹仔中央公園     |                           |
| 8    | T309                      | 泉亮花園                   |                           |
| 9    | T408/1                    | 湖畔大廈                   |                           |
| 10   | T313                      | 氹仔茵景園                 |                           |
| 11   | T315                      | 氹仔CEM貨倉                |                           |
| 12   | T374                      | 澳門土木工程實驗室         |                           |
| 13   | T406                      | 機場圓形地／偉龍           |                           |
| 14   | T417                      | 科大／機場貨運站           | 科大站                    |
| 15   | T407                      | 霍英東馬路／永利皇宮       | 路氹東站                  |
| 16   | T399                      | 路氹東／永利皇宮           | 路氹東站                  |
| 17   | T433                      | 射擊路／上葡京             |                           |
| 18   | T435                      | 溜冰路／葡京人             |                           |
| 19   | T385                      | 蓮花路／蓮花圓形地-1       |                           |
| 20   | C688/2                    | 和諧廣場／業興大廈         |                           |
| 21   | C690/6                    | 蝴蝶谷大馬路總站           |                           |
| 22   | C689/2                    | 和諧廣場／樂群樓           |                           |
| 23   | C702                      | 澳門協和醫院／綜合服務大樓 | 協和醫院站                |
| 24   | T436                      | 溜冰路／東亞運體育館       |                           |
| 25   | T398                      | 體育館大馬路／美獅美高梅   |                           |
| 26   | T400                      | 路氹東／新濠天地           | 路氹東站                  |
| 27   | T358                      | 偉龍／科大醫院             |                           |
| 28   | T373/1                    | 偉龍／科技大學             |                           |
| 29   | T306                      | 氹仔嘉樂庇馬路             |                           |
| 30   | T314/1                    | 信虹花園                   |                           |
| 31   | T408/6                    | 湖畔大廈                   |                           |
| 32   | T311/2                    | 百利寶花園                 |                           |
| 33   | T370                      | 基馬拉斯／濠珀             |                           |
| 34   | T327                      | 賽馬會                     | 馬會站                    |
| 35   | T326/2                    | 柯維納馬路                 | 馬會站                    |
| 36   | T337                      | 氹仔海濱花園               | 海洋站                    |
| 37   | T334                      | 海洋花園／紫荊苑           |                           |
| 38   | M172/8                    | 亞馬喇前地                 |                           |

### 開線初期路線停站
| N5   | 石排灣 ↺ 皇朝        |
| 編號 | 循環線               |
| 1    | 石排灣總站           |
| 2    | 路氹邊檢大樓         |
| 3    | 蓮花圓形地-2         |
| 4    | 連貫公路／威尼斯人   |
| 5    | 澳門土木工程實驗室   |
| 6    | 機場圓形地／偉龍     |
| 7    | 臨時客運碼頭         |
| 8    | 澳門機場             |
| 9    | 外港碼頭             |
| 10   | 友誼馬路／行車天橋   |
| 11   | 宋玉生廣場           |
| 12   | 觀音蓮花苑           |
| 13   | 澳門文化中心         |
| 14   | 孫逸仙大馬路／金沙   |
| 15   | 友誼馬路／海港街     |
| 16   | 北安大馬路           |
| 17   | 北安出入境事務廳     |
| 18   | 臨時客運碼頭         |
| 19   | 澳門機場             |
| 20   | 偉龍／科大醫院       |
| 21   | 偉龍／科技大學       |
| 22   | 連貫公路／新濠天地   |
| 23   | 連貫公路／金沙城中心 |
| 24   | 路氹邊檢大樓         |
| 25   | 石排灣總站           |

## 圖片集

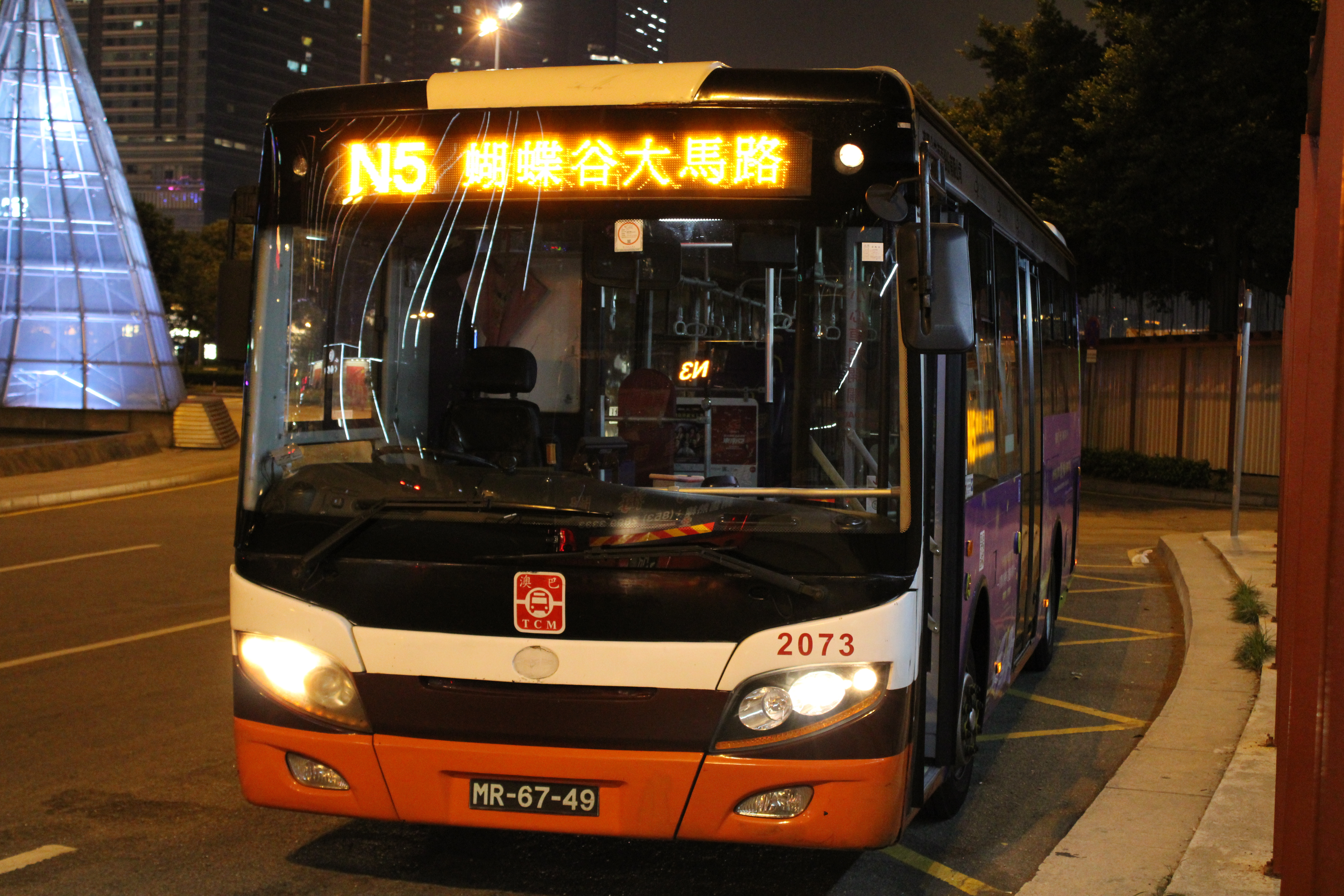
五洲龍FDG6951G
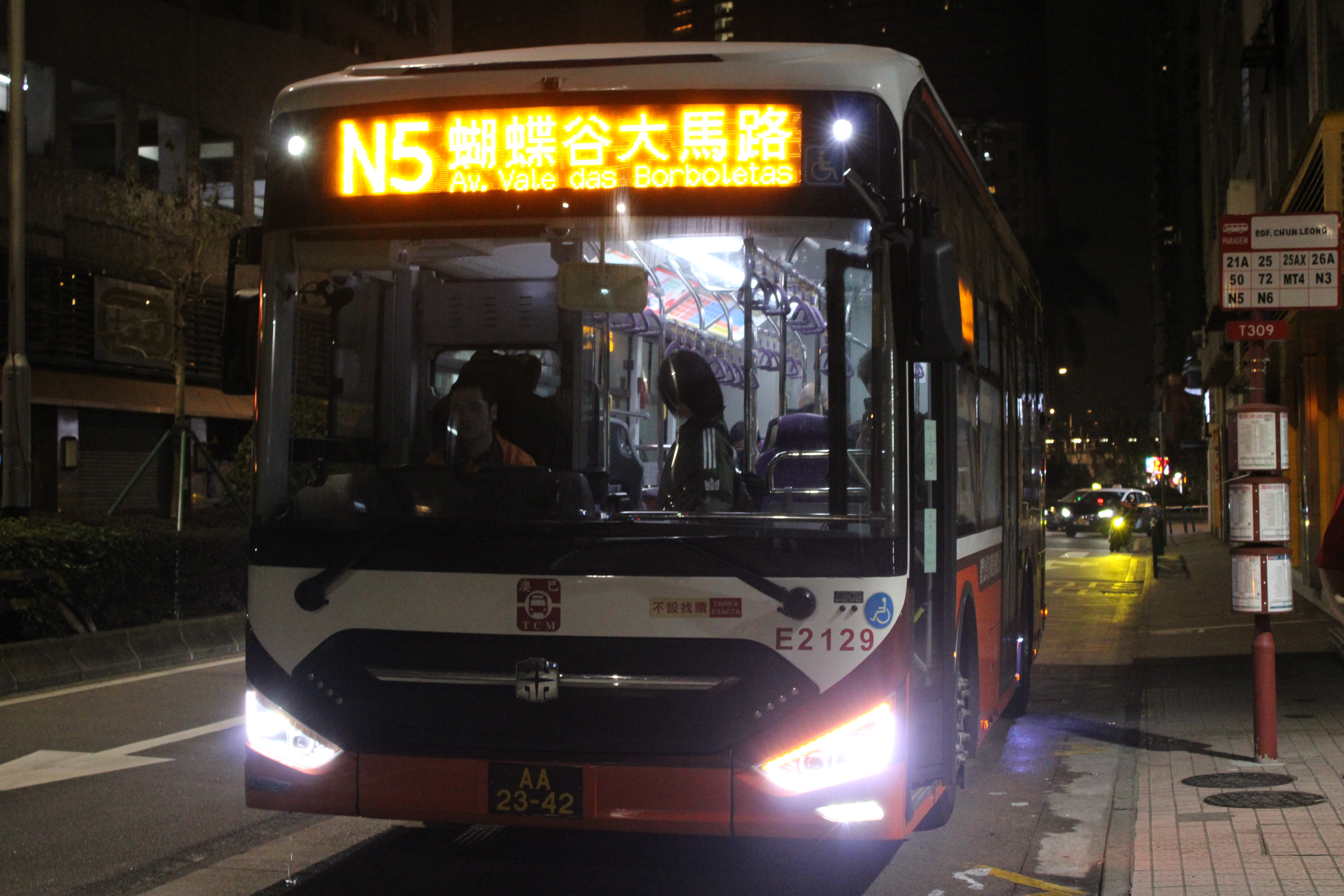
中通LCK6980SHEVG

## 外部連結
- 澳門公共汽車有限公司（官方網站） （页面存档备份，存于）